# Edison Chen
Edison Chen (Vancouver, 7 ottobre 1980) è un attore e cantante cinese.

## Carriera
Attore di origine canadese, comincia a lavorare nel mondo del cinema sin da giovanissimo in alcuni spot pubblicitari per poi approdare nel cinema in importanti produzioni locali come Infernal Affairs (il film che ha ispirato The Departed - Il bene e il male di Martin Scorsese), Infernal Affairs 2, Initial D. Nel 2006, partecipa anche all'horror statunitense The Grudge 2, che lo fa conoscere anche al pubblico occidentale.
Nel frattempo lavora anche per la televisione cinese in vari telefilm e soap opera, ed incide un consistente numero di cd musicali.
Nel febbraio 2007, ha investito 10 milioni di dollari per creare la propria compagnia di produzione cinematografica e discografica, la Clot Media Division.

## Lo scandalo
Nel gennaio 2008 viene coinvolto in uno scandalo sessuale, dove viene ritratto in diverse foto, impegnato in attività sessuali con altre celebri attrici cinesi, come Gillian Chung, Bobo Chan, e Cecilia Cheung. Tali fotografie, trafugate dal computer personale di Chen, sono state postate su un forum cinese.
Il 4 febbraio 2008, Chen ha pubblicato un videomessaggio relativo allo scandalo sul proprio sito. Pochi giorni dopo in una conferenza stampa ha annunciato il proprio ritiro dalla scene per un periodo di tempo indefinito, dichiarando di usare questa occasione per "guarire la propria anima".
Nel 2010 è ritornato sulle scene, dichiarando che "tempo indefinito" può significare 5 minuti oppure 2000 anni.